# Simon Béla (evezős)
Simon Béla (Szolnok, 1988. augusztus 4. –) világ- és Európa-bajnok magyar evezős. A Tiszai Evezős Egylet versenyzője.
A junior világbajnokságon 2005-ben négyesben hetedik, 2006-ban 12. lett. 2007-ben az U23-as vb-n kormányos nélküli kettesben (Vinkó Gáspár) az ötödik helyen végzett. A felnőtt Európa-bajnokságon ugyanez az egység hatodik volt. A következő évben az U23-as vb-n kilencedikek voltak. A felnőtt Eb-ről hetedik hellyel térhettek haza. Az olimpiai kvalifikáción nem szereztek kvótát.
2009-től Juhász Adriánnal versenyzett egy egységben. A müncheni világkupa-versenyen ötödikek lettek. Az U23-as világbajnokságon ezüstérmet szereztek. Az Európa-bajnokságon ötödikként zártak. 2010-ben az U23-asok világbajnokságán hetedikek voltak. Az Eb-n tizedik lett a kettes. A főiskolás világbajnokságon ötödikek lettek.
2011-ben a világkupában, Münchenben negyedikek, Luzernben hatodikok voltak. A világbajnokságon 11., Az Európa-bajnokság hetedik helyen értek célba. A vb-helyezésükkel olimpiai kvótát szereztek. 2012 márciusában térdműtéten esett át. A belgrádi vk-versenyen 10. helyen végeztek. Májusban Juhász fennakadt egy doppingellenőrzésen és hét hónapos eltiltást kapott. Simon az olimpián Széll Domonkossal indult. Az ötkarikás játékokon az előfutamukban ötödikek lettek, így a reményfutamba kerültek. A vígaszágon negyedik helyen értek célba, ami nem volt elég az elődöntőbe jutáshoz. A szeptemberi Európa-bajnokságon a hatodik helyezést szerezte meg az egység.
2013 júniusában, újra Juhásszal egy egységben, ötödik lett az Európa-bajnokságon kormányos nélküli kettesben. A világbajnokságon tizenkettedikek lettek. 2014-ben az Európa-bajnokságon a Széll, Tari János, Juhász, Simon kormányos nélküli négyes 14. helyen végzett. A világbajnokságon kormányos nélküli kettesben tizenharmadikok lettek. Az egyetemi evezős-világbajnokságon aranyérmesek lettek.
2015-ben az Európa-bajnokságon ismét ötödikek voltak. Az universiadén kormányos nélküli kettesben (Juhász) aranyérmes lett. A világbajnokságon 21. helyen végeztek. 2016-ban Juhásszal Európa-bajnokságot nyert. 2016 májusában a luzerni pótkvalifikációs versenyen kivívták az olimpiai indulás jogát. Az olimpián kilencedikek lettek.
2017 szeptemberében világbajnok lett Juhásszal kormányos kettesben.
2019-ben 14. volt az Európa-bajnokságon Juhásszal.

## Díjai, elismerései
- Év magyar egyetemi sportolója (2015)[18]
- Az év magyar evezőse (2015,[19] 2016,[20] 2017[21])